# Episcada polita
Episcada polita är en fjärilsart som beskrevs av Gustav Weymer 1899. Episcada polita ingår i släktet Episcada och familjen praktfjärilar. Inga underarter finns listade i Catalogue of Life.

## Bildgalleri

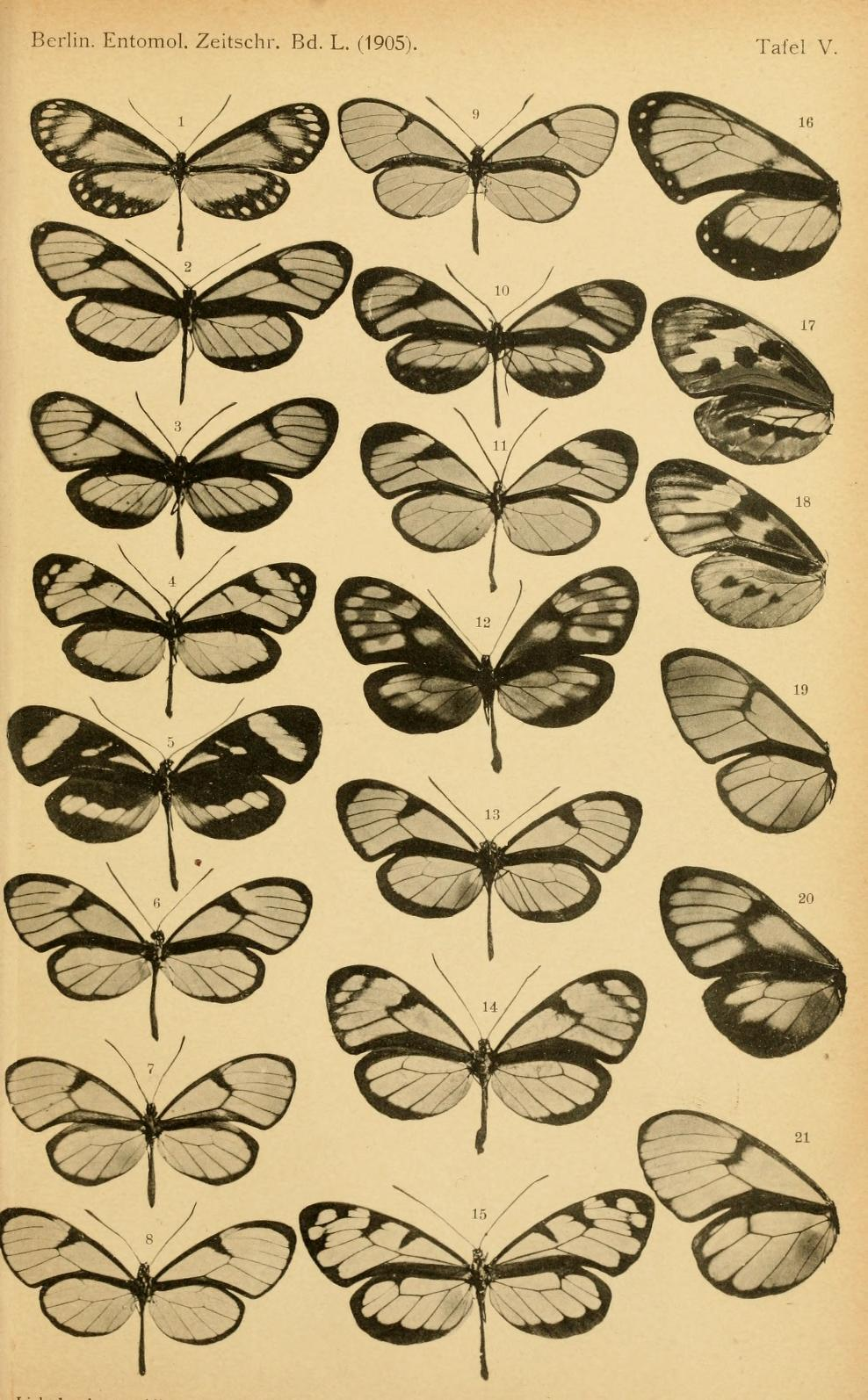